# Las tres perfectas solteras
Las tres perfectas solteras es una novela boliviana escrita en género lírico del autor Pedro Rivero Mercado. Es una comedia romántica costumbrista típica del oriente boliviano ambientada en la época de Santa Cruz de Antaño.

## Historia

### Sinopsis
La historia de las solteras se desarrolla en los años cincuenta y en ella se refleja el pensamiento de la sociedad de ese entonces, acompañado con el humor, picardía y prejuicios propios de esa época en la que Santa Cruz de la Sierra tuvo un crecimiento demográfico masivo. Todo esto es reflejado en los versos de Rivero Mercado y en imágenes gracias a Safipro.
Narra las vivencias y peripecias en un tono jovial de picaresca comedia en la Santa Cruz de antaño, los sucesos jocosos y la permanente mala suerte de las solteras con sus pretendientes de tres hermanas: Dolores, la ingenua; la dulce Encarnación; y la tierna Margarita, quienes tratan de no quedar en la eterna soltería.

### Temas recurrentes
- Soltería - Las tres hermanas
- Madre Soltera - Zoila
- La sociedad cruceña en los años '50
- La Búsqueda de oportunidades en otros lugares - Antonio, Encarnación y Carlitos viajan

### Personajes
- Dolores - La soltera mayor, a sus 25 años, está desesperada por encontrar marido. Para una mujer de su edad, en esa época, el matrimonio es un asunto urgente. En esta búsqueda se envuelve, sin saberlo, con un hombre casado. Una mujer de carácter fuerte que quiere imponer sus reglas en la casa.

- Encarnación - En el medio de las tres, Encarnación es un híbrido de las otras dos. A sus 20 años se enamora de Antonio, el profesor del pueblo. La libertad es la cualidad que define a este personaje que realiza varios viajes en busca del amor que cree encontrará en otro lugar.

- Margarita - La hermana menor de las solteras, Margarita la quinceañera. Destaca por su picardía y su carácter a veces infantil. Aunque su afán por encontrar marido no es urgente, la llegada a su vida del primer amor marca su papel a lo largo de la miniserie.

- Datos: Q10316444